# Vladimír Weiss (1939)
Vladimír Weiss (Vrútky, 21 settembre 1939 – 23 aprile 2018) è stato un calciatore e allenatore di calcio cecoslovacco, di ruolo difensore.

## Biografia
Anche suo figlio, anch'egli di nome Vladimír, è stato un calciatore, ha militato nella Nazionale cecoslovacca prima e in quella slovacca poi. Successivamente è diventato allenatore ed è diventato il CT della Slovacchia, Nazionale che ha guidato in occasione di Sudafrica 2010 (prima storica qualificazione mondiale per la nazionale slovacca). In quell'edizione del mondiale ha giocato anche suo nipote, anch'egli di nome Vladimír.

## Carriera

### Giocatore
Il Corriere dello Sport lo considera una leggenda del calcio cecoslovacco degli anni '60. Ha vinto il campionato cecoslovacco di calcio del 1958–1959 e la medaglia d'argento alle Olimpiadi estive del 1964.

### Allenatore
Ha allenato il Trnávka, il Rapid Bratislava, lo Slovenský Grob, il Pezinok ed il Limbach.

## Palmarès

### Club

#### Competizioni nazionali
- Campionato cecoslovacco: 1

Inter Bratislava: 1958-1959

#### Competizioni internazionali
- Coppa Mitropa: 1

Inter Bratislava: 1968-1969
- Coppa Piano Karl Rappan: 2

Inter Bratislava: 1962-1963, 1963-1964

### Nazionale
- Argento olimpico: 1

Tokyo 1964